# Eressa pleurosticta
Eressa pleurosticta är en fjärilsart som beskrevs av George Francis Hampson 1910. Eressa pleurosticta ingår i släktet Eressa och familjen björnspinnare. Inga underarter finns listade i Catalogue of Life.

## Bildgalleri

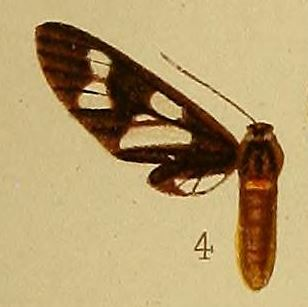